# Definitively Unfinished
Definitively Unfinished (deutsch Definitiv unvollendet) ist ein moldauischer Kurzfilm von Pavel Brăila aus dem Jahr 2009. In Deutschland feierte der Film am 4. Mai 2010 bei den Internationalen Kurzfilmtagen in Oberhausen Weltpremiere.

## Handlung
Der Film erzählt die wechselhafte Geschichte des ersten moldauischen Independentfilms.

## Kritiken
„Der Film ‚Definitively Unfinished‘ beginnt am Ende: Er erzählt vom Ende des Kinos in Moldawien; vom Ende der kurzen Geschichte der fahrenden Video-Wagens und vom flammenden Scheitern des ersten unabhängigen moldauischen Filmprojekts. In seiner so klugen wie souveränen formalen Umsetzung zeigt sich der Film als dreifacher Abspann und zugleich als Aufbruch in das schöne Land ewig unvollendeter Werke.“

## Auszeichnungen
Internationale Kurzfilmtage Oberhausen 2010
- Preis des Ministerpräsidenten des Landes NRW